# Nixon (pel·lícula)
Nixon és una pel·lícula estatunidenca del 1995 dirigida per Oliver Stone. Aquest film explica la història personal i política del president Richard Nixon. El paper de Nixon és interpretat per Anthony Hopkins, i el de la seva dona Pat Ryan per Joan Allen. S'hi descriu Nixon com un home complex i té moltes consideracions admirables malgrat els seus nombrosos defectes. Ha estat doblada al català.

## Argument

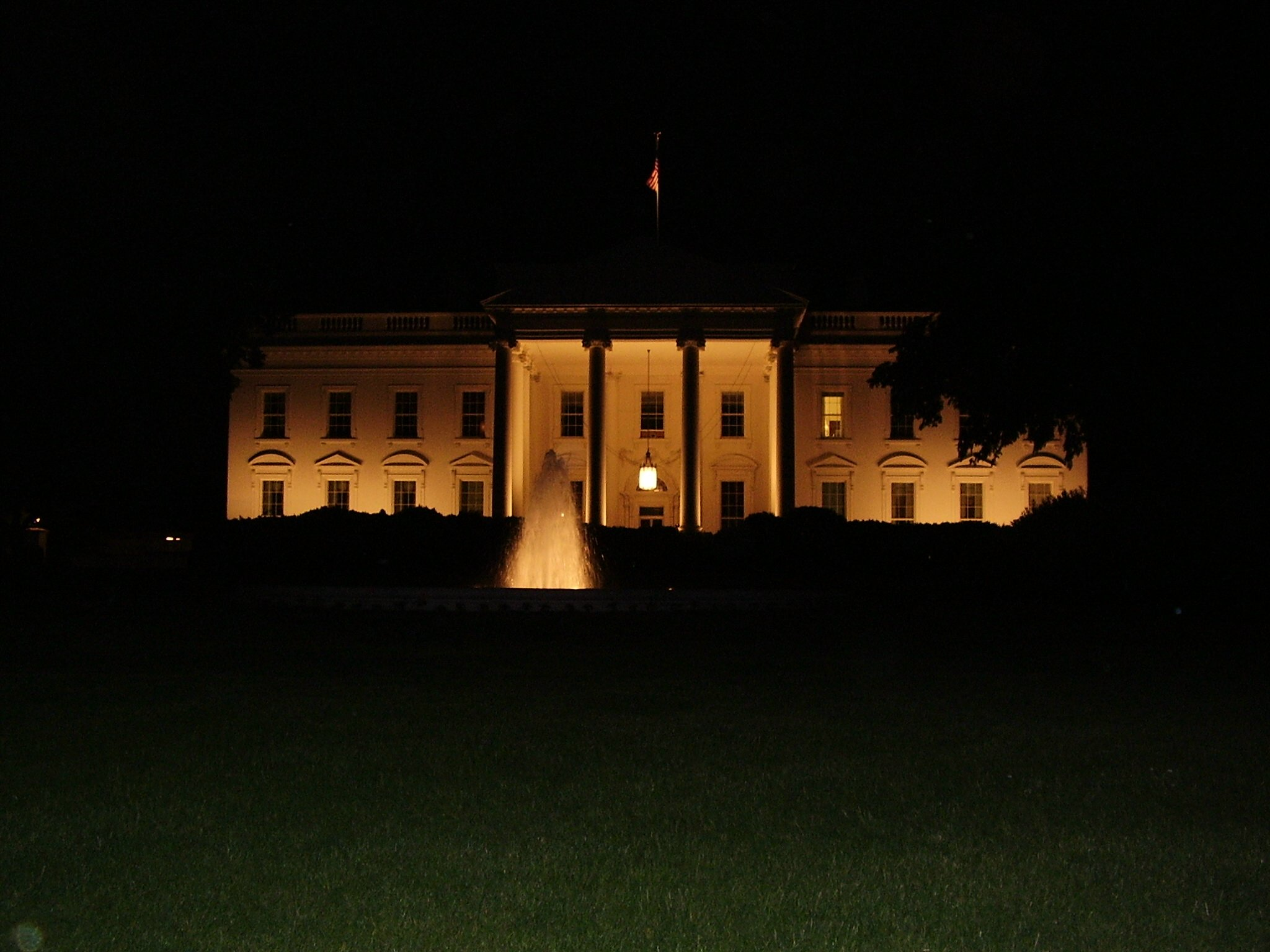
La Casa Blanca

La pel·lícula cobreix tots els aspectes de la vida de Nixon, de la seva infantesa a Whittier (Califòrnia) fins que va conèixer la seva dona Pat Ryan. Explora en profunditat tots els esdeveniments notables de la seva presidència, incloent-hi la seva caiguda deguda a un abús del seu poder executiu a la Casa Blanca, l'assumpte del Watergate constitueix un element central de la pel·lícula.
La inclinació de Nixon (i de la seva dona) per a l'alcohol és clarament suggerida a la pel·lícula així com la dependència als medicaments a la qual ha hagut de fer front en els seus anys en la presidència dels Estats Units.
La pel·lícula s'acaba amb la dimissió de Nixon i la seva marxa de la Casa Blanca en helicòpter. Al començament dels crèdits finals figuren les seqüències originals de l'enterrament nacional de Nixon a Yorba Linda, al qual tots els presidents encara vius en aquell temps van assistir.

## Repartiment

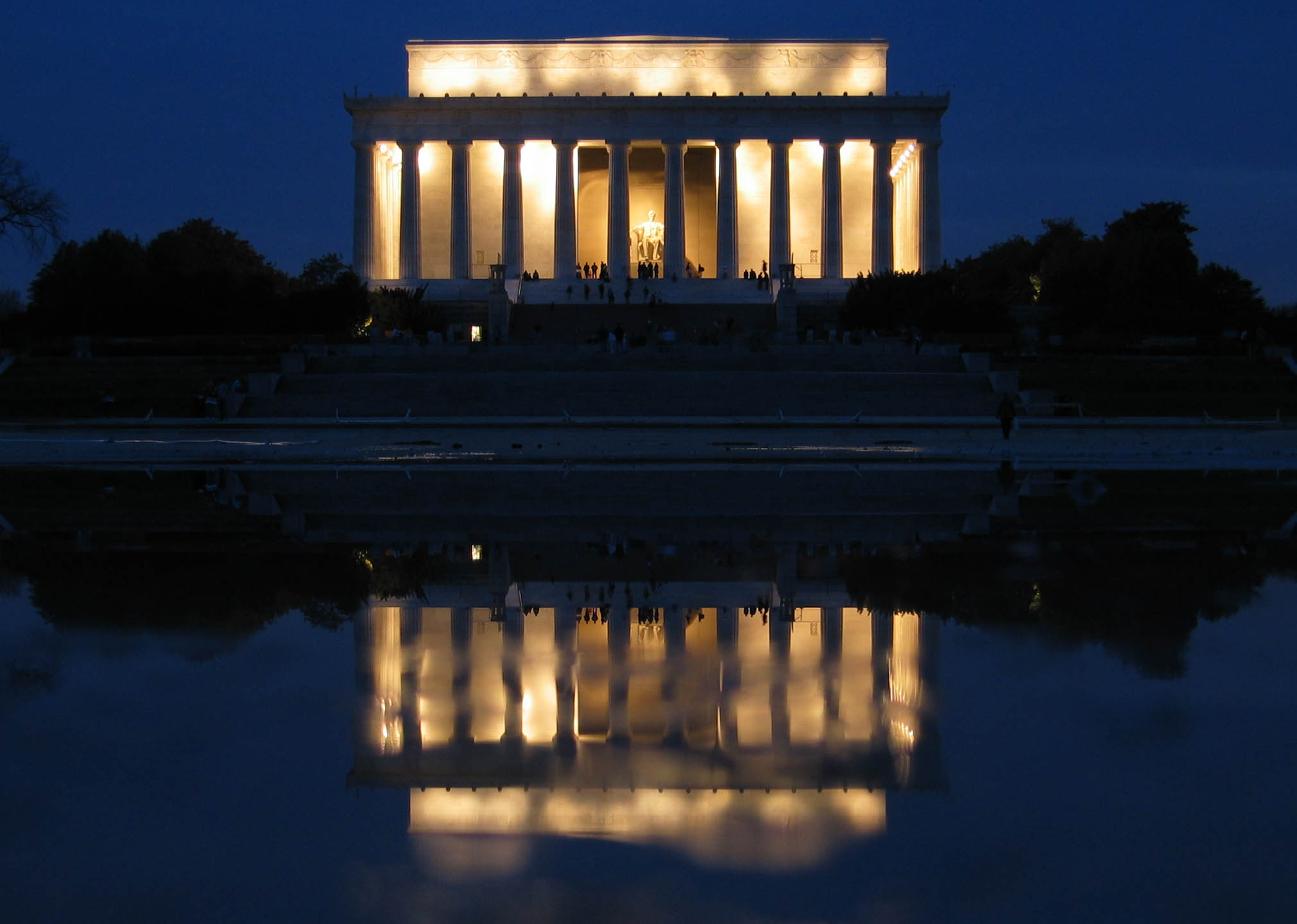
El Lincoln Memorial on se situa una escena important del film: la confrontació entre el president amb joves que estan contra la guerra del Vietnam.

- Anthony Hopkins: Richard Nixon
- Joan Allen: Pat Nixon
- Powers Boothe: Alexander Haig
- Ed Harris: E. Howard Hunt
- Bob Hoskins: J. Edgar Hoover
- E.G. Marshall: John Mitchell
- David Paymer: Ron Ziegler
- David Hyde Pierce: John Dean
- Paul Sorvino: Henry Kissinger
- Mary Steenburgen: Hannah Nixon
- J.T. Walsh: John Ehrlichman
- James Woods: H.R. Haldeman
- Brian Bedford: Clyde Tolson
- Kevin Dunn: Charles Colson
- Fyvush Finkel: Murray Chotiner
- Annabeth Gish: Julie Nixon
- Tom Bower: Frank Nixon
- Tony Goldwyn: Harold Nixon
- Larry Hagman: Jack Jones
- John C. McGinley: Earl

## Premis i nominacions

### Nominacions
- 1996: Oscar al millor actor per Anthony Hopkins
- 1996: Oscar a la millor actriu secundària per Joan Allen
- 1996: Oscar al millor guió original per Stephen J. Rivele, Christopher Wilkinson i Oliver Stone
- 1996: Oscar a la millor banda sonora per John Williams
- 1996: Globus d'Or al millor actor dramàtic per Anthony Hopkins
- 1996: BAFTA a la millor actriu secundària per Joan Allen

## Comentari
Nixon és sens dubte l'obra més sorprenent d'Oliver Stone. En efecte, considerat home d'esquerres, el realitzador aixeca en aquesta pel·lícula un retrat ple de matisos, i fins i tot favorables a Richard Nixon. Al final de la pel·lícula, subratlla que va ser el primer president americà a abaixar el pressupost de defensa des de feia trenta anys, i que sense la seva dimissió, no és segur que el Vietnam comunista hagués aconseguit envair Vietnam del sud, ni que els Khmers rojos fessin un mar de sang a Cambodja.
Interpretat magistralment per Anthony Hopkins, Nixon és probablement una de les millors pel·lícules d'Oliver Stone.
La pel·lícula no va recaptar més que 14 milions de dòlars, però va ser favorablement rebuda per nombrosos crítics.

## Al voltant de la pel·lícula
- A Warren Beatty, Jack Nicholson i Tom Hanks se’ls va successivament oferir el paper de Richard Nixon. Es va oferir igualment el paper de Pat Nixon a Meryl Streep.
- Per interpretar millor el seu personatge, Anthony Hopkins ha visionat una bona part dels discursos de Nixon.
- L'escena a l'hipòdrom de Santa Anita entre Anthony Hopkins i Bob Hoskins recorda una altra escena rodada al mateix indret a la pel·lícula JFK entre Kevin Costner i Jack Lemmon.
- A destacar un petit cop d'ull a la sèrie Dallas: el ric i maquiavèlic petrolier texà que finança l'elecció de Nixon és interpretat per Larry Hagman, àlies JR Ewing.